# Авенида (театр)

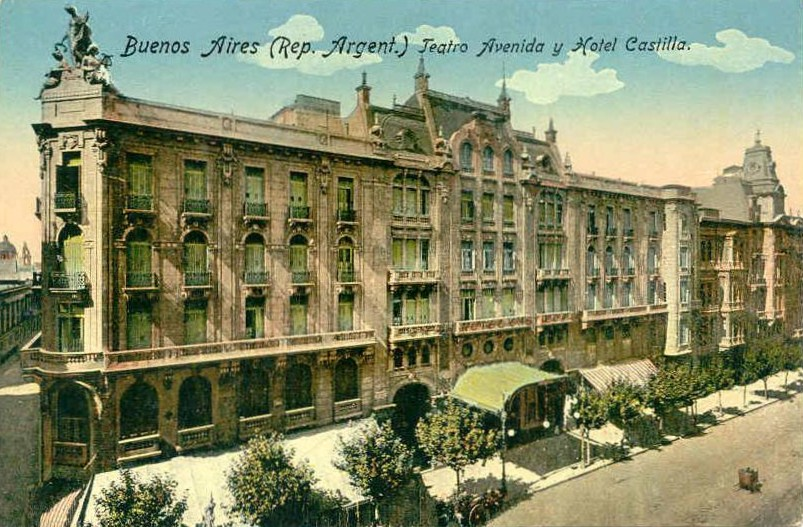
Вид на оригинальное здание, которое сгорело в 1979 году и его верхняя часть была снесена.

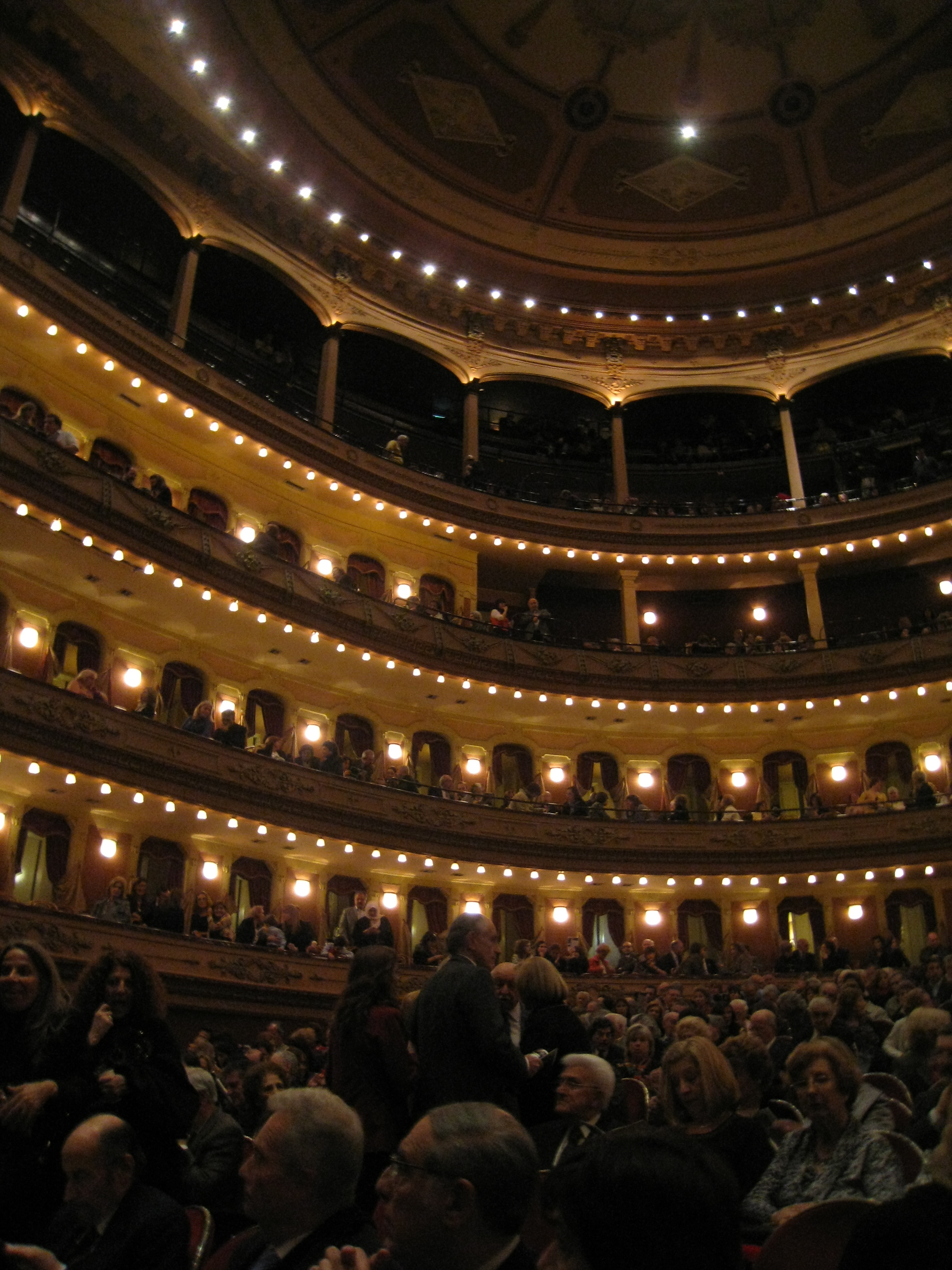
В театре.

Театр Авенида (исп. Teatro Avenida) — музыкальный театр в Буэнос-Айресе, Аргентина. Основан в 1908 году. Является традиционным местом где исполняются испанские комедии, оперетта. Расположен на проспекте Авенида-де-Майо под номером 1222 в районе Монсеррат.

## История
Здание театра является работой архитекторов К. Фернандес Поблета и Алехандро Ортузара, он был построен по заказу братьев Хуана и Хоакина Корде (Cordeu), первым импресарио стал португалец Фаустино Да Роса. Театр был открыт 3 октября 1908 года, всего через несколько месяцев после открытия театра Колон. В день открытия в театре выступала актриса Мария Герреро в пьесе Фернандо Диаса де Мендосы. В рамках празднования столетия независимости Аргентины в театре была исполнена пьеса «Ла Вербена-де-ла-Палома» режиссёра Томаса Бретона на пьесе присутствовала инфанта Изабелла Бурбон.
На сцене театра выступали известные испанские актеры, такие как Подеста, Касо и Флоренсио Парравичини.
В 1922 году актриса Лола Мембривес играла в дуэте с актёром и драматургом Хасинто Бенавенте. В 1933 году на сцене театра были исполнены пьесы: Кровавая свадьба, Мариана Пинеда и Чудесная башмачница, автором которых был драматург Федерико Гарсиа Лорка. Также театр стал известным благодаря постановкам различных оперетт, многие из них были поставлены испанским режиссёром Федерико Морено Торроба. Также в театре в 1939 году прошла постановка оперы Аида, Джузеппе Верди.
8 марта 1945 года великая каталонская актриса Маргарита Ширгу сыграла роль в мировой премьере пьесы Федерико Гарсиа Лорки — Дом Бернарды Альбы .
Среди наиболее известных актёров, которые выступали на сцене театра в основном выделены испанские звезды Архентинита, Энрике Боррас, Кармен Амайя, Лола Флорес, Сара Монтьель, Мигель де Молина, Альберто Клосас, Рафаэль, Нати Мисталь и аргентинские актёры такие как: Тита Мерельо и Уго Карриль.

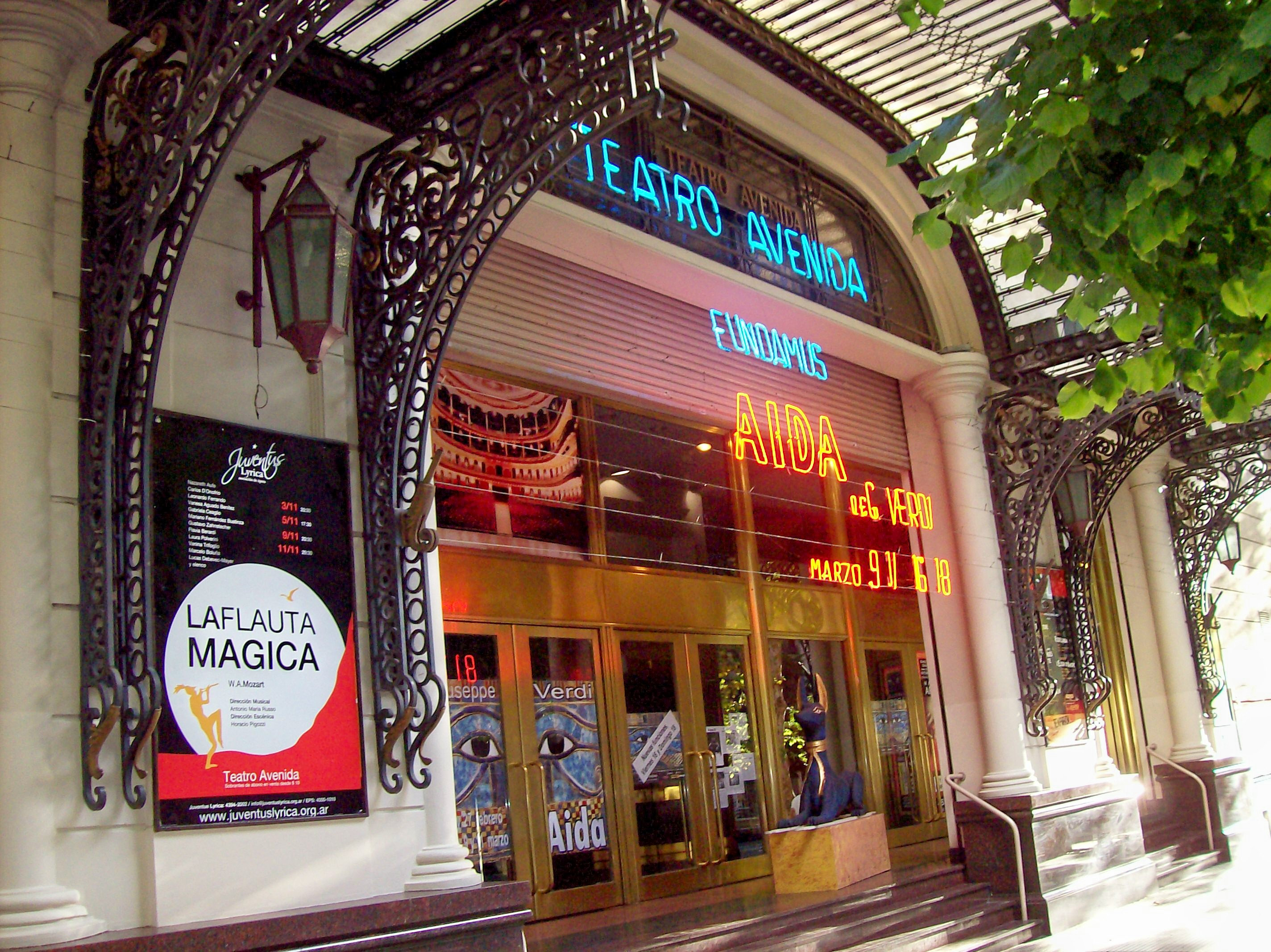
Вид на театр.

После 1960 года театр Авенида перестаёт быть испанским и переходит к бродвейским театральным постановкам. Например в театре в 1963 году прошла пьеса Целуй меня, Кэт драматурга Кола Портера. А в 1967 году опера Верди — Травиата. В 1970 году импресарио Фаустино Гарсия возвратил в театр режиссёра Федерико Морено Торроба. Это помогло вернуть театру популярность в нише Сарсуэлы.
Приход к власти военной диктатуры в Аргентине в 1976 году, привел к резкому снижению местной театральной деятельности, что привело к закрытию в театра в 1977 году.
В 1979 году пожар возникший в близлежащих офисах и перенёсшийся на театр вызвал обрушение каркаса здания. С этого времени здание оставалось закрытым и брошенным государством, пока оно не было спасено испанским консорциумом, который восстановил его и вернул к былой славе. Верхняя часть здания где находился отель «Кастилия», не восстанавливалась. Сегодня театр принадлежит компании «Buenos Aires Lírica», которая ставит своей целью распространение классической оперы в Буэнос-Айресе.
Театр открылся в 1994 году концертом с участием Пласидо Доминго и Национального хора. В связи с закрытием театра Колон, на ремонт в октябре 2006 года, театр «Авенида» перешёл к классической опере, поставил всемирно известные спектакли, такие как: Пуччини — Мадам Баттерфляй, Бизе — Кармен, Верди — Аида и Травиата, Моцарт — Волшебная флейта и Свадьба Фигаро, Россини — Севильский цирюльник и многие другие.
Сегодня здесь театр известен постановками опер и лирических оперетт а также спектаклей и концертов.
Он вмещает 1200 зрителей.
«Sitio de Interés Cultural (Сайт культурный интерес)» охарактеризовал театр как центр культурной жизни на проспекте Авенида-де-Майо. В 2008 году театр отметил свой вековой юбилей.